# Cimpor
Cimpor - Cimentos de Portugal es el mayor grupo cementero de Portugal, operando en ocho países —Portugal, Brasil, Argentina, Paraguay, Cabo Verde, Egipto, Mozambique y Sudáfrica—, operando en los sectores de la fabricación y comercialización de cemento, cal viva, hormigón y agregados, prefabricados de hormigón y morteros secos.
En Portugal, Cimpor tiene grandes factorías en Coímbra (Souselas), Vila Franca de Xira (Alhandra) y Loulé.

## Bolsa de Lisboa
Cimpor cotiza en la Bolsa Euronext Lisboa y es miembro del índice bursátil de referencia de este mercado PSI-20. Sus dos mayores accionistas son conglomerados brasileños que tomaron sus participaciones en febrero de 2010 para impedir una oferta pública de compra por €3.900 millones por parte del grupo siderúrgico Companhia Siderúrgica Nacional (CSN): Camargo Corrêa sostiene el 32.6%, Votorantim el 21.2% (del que el 17,3% fue adquirido de Lafarge y el 3.7% de Cinveste). Una participación del 9.6% en manos de la Caixa Geral de Depósitos también es imputable a Votorantim debido a un acuerdo entre las partes.